# Péter Nádas
Péter Nádas (* 14. říjen 1942, Budapešť) je maďarský spisovatel.

## Biografie
Studoval obor fotografie a žurnalistiku. V literatuře debutoval novelou Bible (1967, A biblia, česky ve výboru Dům paní Kláry), která vypráví o 50. letech 20. století v Maďarsku pohledem dítěte z komunistické rodiny.
Nejnovější Nádasovou knihou je 1500 stránkový román Párhuzamos történetek (Jelenkor, 2005; Paralelní příběhy), který je vlastně trilogií složenou z částí Néma tartomány (Němá država), Az éjszaka legmélyén (Za noci nejhlubší) a A szabadság lélegzete (Dech svobody). Tento román zařadili roku 2015 němečtí literární kritici z týdeníku Die Zeit mezi patnáct nejvýznamnějších románů dosavadního 21. století. Český literární časopis A2 ho taktéž zařadil mezi nejlepší světové prózy po roce 2000.
Péter Nádas je nositelem Kossuthovy ceny, Rakouské státní ceny za evropskou literaturu a Ceny Franze Kafky.

## Dílo v češtině
- Setkání (Találkozás, 1979, česky 1990) – tragédie
- Dům paní Kláry (2003, přeložila Anna Valentová, ISBN 80-204-1052-X) – obsahuje povídky Beránek, Bible, Dům paní Kláry, Mínotauros, Sanyika, Zahradník, Zeď
- Kniha pamětí (Emlékiratok könyve, 1986, česky 1999, přeložila Anna Valentová, ISBN 80-204-0803-7) – francouzský překlad byl v roce 1998 vyznamenán cenou za nejlepší cizojazyčnou knihu, Anna Valentová získala za překlad Cenu Josefa Jungmanna a Státní cenu za překladatelské dílo.
- Konec jedné ságy (Egy családregény vége, 1977, česky 2014, přeložila Anna Valentová)